# 김경 (1966년)
김경(金鏡, 1966년 12월 16일~)은 대한민국의 제8대 경상남도 창녕군의원이다.

## 학력
- 창녕농업고등학교 졸업
- 경남대학교 생물학과 졸업

### 비학위 수료
- 경남대학교 산업대학원 컴퓨터공학과 석사 졸업

## 경력
- 제3공수특전여단 병장만기 제대
- 사무자동화산업기사
- 정보처리기능사 2급
- 종자기능사 2급
- 창원전문대학 겸임교수
- 1996 ~ 2000 창신대학교 강사
- 경남대학교 산업대학원 정책차장
- 조은전산학원 원장
- 창녕군 의용소방대원
- 창녕군 방범대원
- 창녕군 테니스협회 이사
- 창녕신문 논설위원
- 창녕환경운동연합 공동의장
- 우포늪 생태해설사 회장
- 영농조합법인 창녕농특산물유통협의회 대표이사
- (사)소벌생태문화연구소 소장
- (사)창녕군 후계농업경영인 고암면 부회장
- (사)한국물세 네트워크 이사
- 창녕군 쌀 전업농
- 창녕군 자치분권위원
- 창녕군 농업경영인 고암면 회장
- 창녕농업협동조합 (창녕읍·유어면·대지면·고암면) 대의원
- 창녕군 계팔마을 새마을지도자
- 창녕예술문화단체총연합회 회장
- 민주평화통일자문회의 자문위원
- 낙동강유역환경청 낙동강수질관리차치협의 위원
- 더불어민주당 경남도당 밀양시·의령군·함안군·창녕군 문화특별위원장
- 더불어민주당 경남도당 밀양시·의령군·함안군·창녕군 예술특별위원장
- 2020.03.26 더불어민주당 탈당
- 미래통합당 입당
- 2018.07 ~ 2022.06 제8대 경상남도 창녕군의회 의원
- 2018.07 ~ 2020.07 제8대 경상남도 창녕군의회 전반기 의회운영위원회 위원
- 2018.07 ~ 2020.07 제8대 경상남도 창녕군의회 전반기 기획행정위원회 위원
- 2018.07 ~ 2020.07 제8대 경상남도 창녕군의회 전반기 총무위원회 위원
- 2018.07 ~ 2020.07 제8대 경상남도 창녕군의회 전반기 예산결산특별위원회 위원
- 2018.07 ~ 2018.09 제8대 경상남도 창녕군의회 행정사무감사특별위원회 간사
- 2019.06 ~ 2019.06 제8대 경상남도 창녕군의회 행정사무감사특별위원회 위원장
- 2020.07 ~ 2022.06 제8대 경상남도 창녕군의회 후반기 의회운영위원회 위원

## 수상
- 환경부장관 표창
- 경상남도지사 표창
- 특전사 경남지부장 표창

## 저서
- 생태시집 우포늪풍경화 외 2편

## 역대 선거 결과
|  | 0% |

|  | 45.02% |

|  | 24.18% |

|  | 15.82% |